# Herman Grimm

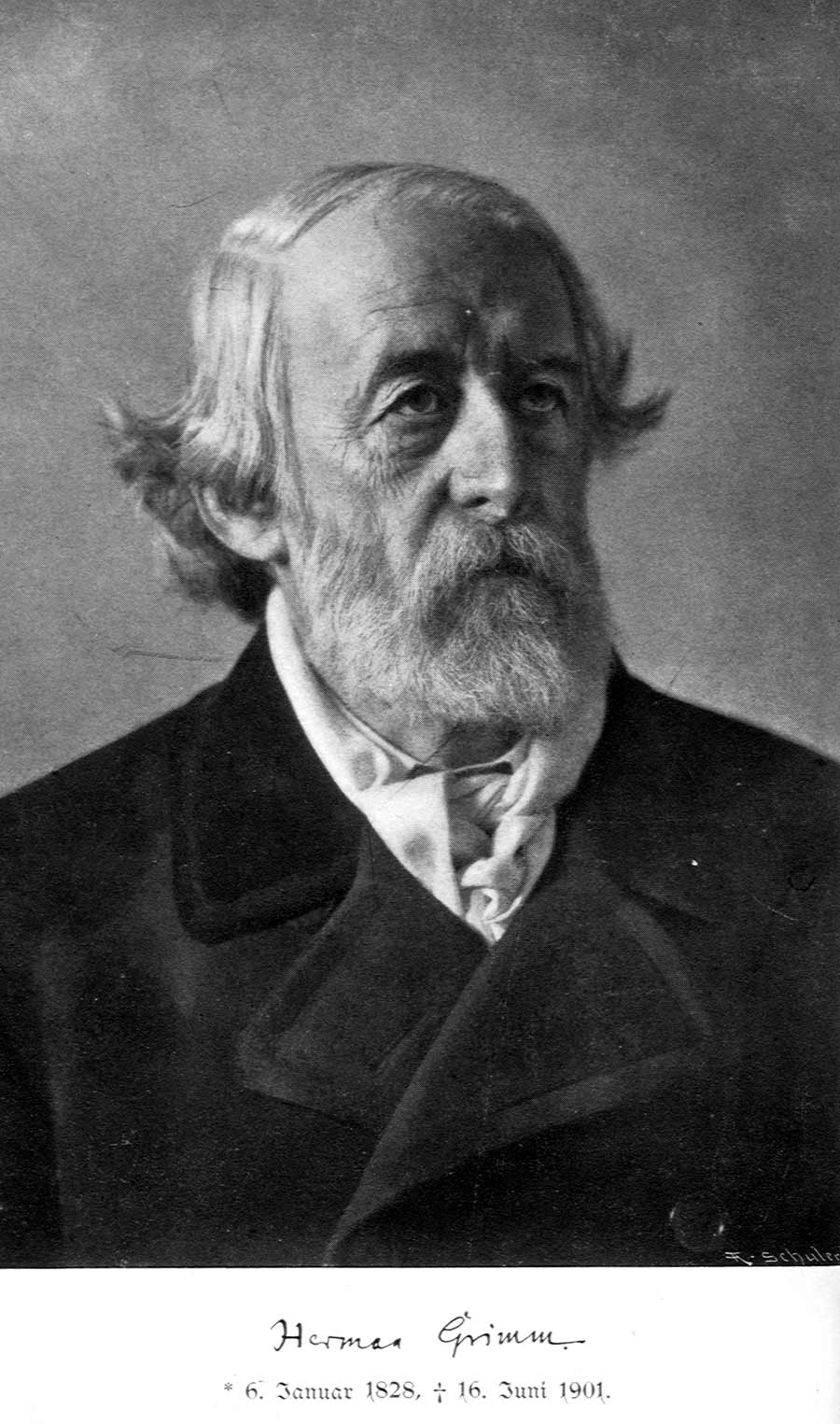
Herman Grimm.

Herman Friedrich Grimm, född 6 januari 1828 i Kassel, död 16 juni 1901 i Berlin, var en tysk författare och konsthistoriker. Han var son till språkforskaren och sagosamlaren Wilhelm Grimm.

## Biografi
Grimm studerade juridik i Berlin och Bonn, bedrev sedan filologiska och historiska forskningar och utnämndes 1872 till professor i konsthistoria vid universitetet i Berlin. Grimm, som var gift med en dotter till Bettina von Arnim, var en ytterst mångsidigt lärd och en inspirerad novellist. Naturligt nog var han efterromantiker och delade tron på geniets suveränitet. Däremot hatade han allt pedanteri i metoder och hängav sig gärna åt paradoxer och ordlekar.
Grimms huvudarbete, Leben Michelangelos (1860–1863) är inte bara en konsthistorisk monografi, utan även en omfattande kulturskildring. Grimm översatte Giorgio Vasaris bok om Rafael (1872) samt utgav tidskriften Über Künstler und Kunstwerke (1865–1867), som han själv skrev. Det biografiskt kritiska Goethe (1877) var av stor betydelse, emedan det i hög grad åter ökade intresset för studiet av Goethe. Grimms sista större arbeten var Homer (1890–1895, två band) och Beiträge zur deutschen Kulturgeschichte (1897).

## Andra verk (urval)
- Armin (1851, skådespel)
- Traum und Erwachen (1854, dikt)
- Demetrius (1854, sorgspel)
- Novellen (1856)
- Unüberwindliche Mächte (1867, roman)
- Essays (1859)
- Neue Essays (1865)
- Zehn ausgewählte Essays (1871)
- Fünfzehn Essays (1875)
- Fragmente (1900–1902, 3 band)